# Herbert Spindler
Herbert Spindler (Salzburgo, 6 de abril de 1964) é um ex-ciclista de estrada austríaco. Competiu na prova de estrada individual Jogos Olímpicos de Verão de 1976 e 1980, terminando respectivamente na décima oitava e décima nona posição. Ainda em 1980, fez parte da equipe austríaca de ciclismo que terminou em décimo terceiro nos 100 km contrarrelógio por equipes.